# Ајаз-паша
Ајаз паша - босански и херцеговачки санџак-бег, паша.
Његово порекло није познато, сматра се да потиче из хришћанске породице. У изворима се јавља 1470. године као босански санџак-бег, кад се умешао у спор синова херцега Стефана око очеве заоставштине, подршавајући херцега Влатка.
Са 30.000 војника продро је 1472. у Хрватско Приморје, Истру и Фурланију, све до Удина. Од 1475. налазио се на Порти.
Поново је постао босански санџак-бег 1477, а наредне 1478. управљао је Херцеговачким санџаком, а затим Ћустендилским. Од 1481. до 1483. био је поново на положају херцеговачког санџак-бега. Освојио је Нови, последњи остатак херцегове земље (децембар [1481] - јануар 1482), због чега је унапређен титулом паше. На месту босанског санџак-бега налазио се 1483-1484. У Сарајеву је подигао џамију, основну школу, хамам и водовод, а у Високом основну школу, водовод, хамам и мост преко реке Босне.